# Gérard de Sède
Gérard de Sède, född Géraud-Marie de Sède, baron de Liéoux 5 juni 1921 i Paris, död 30 maj 2004 i Désertines i Allier, var en fransk författare, journalist och militant trotskist. Under sitt liv var han medlem av olika surrealistiska grupper.